# Danmark ved sommer-OL 1988
Danmark deltog ved sommer-OL 1988 i Seoul med 82 sportsudøvere i femten sportsgrene. Danmark kom på treogtyvendepladsen med to guld-, én sølv- og én bronzemedaljer.

## Medaljer
| 1988 Seoul | Guld | Sølv | Bronze | Total |
| Danmark    | 2    | 1    | 1      | 4     |

## Medaljevinderne
| Danmark ved sommer-OL 1988 i Seoul | Danmark ved sommer-OL 1988 i Seoul      | Danmark ved sommer-OL 1988 i Seoul | Danmark ved sommer-OL 1988 i Seoul | Danmark ved sommer-OL 1988 i Seoul |
| Medalje                            | Udøver                                  | Sport                              | Øvelse                             | Resultat                           |
| ---------------------------------- | --------------------------------------- | ---------------------------------- | ---------------------------------- | ---------------------------------- |
| Guld                               | Dan Frost                               | Cykelsport                         | Pointløb                           | 38 points                          |
| Guld                               | Jørgen Bojsen-Møller Christian Grønborg | Sejlsport                          | Flying Dutchman                    | 31,4 points                        |
| Sølv                               | Benny Nielsen                           | Svømmesport                        | 200 meter butterfly, herrer        | 1:58,24                            |
| Bronze                             | Jesper Bank Steen Secher Jan Mathiasen  | Sejlsport                          | Soling                             | 52,7 points                        |